# اردوگاه کار اجباری سایمیشته
اردوگاه کار اجباری سایمیشته اردوگاهی نازی برای کار اجباری و پاکسازی در طول جنگ جهانی دوم بود. این اردوگاه در محل پیشین پارک تفریحی بلگراد در نزدیکی شهر زمون، در دولت مستقل کرواسی (NDH) واقع شده بود. این اردوگاه توسط واحدهای آینزاتس‌گروپن اس‌اس مستقر در صربستان اشغالی سازماندهی و اداره می‌شد. اردوگاه در سپتامبر ۱۹۴۱ عملیاتی و در ۲۸ اکتبر همان سال رسماً افتتاح شد. آلمانی‌ها آن را اردوگاه یهودیان در زِمون (به [Judenlager Semlin] Error: {{Lang-xx}}: متن دارای نشانه‌گذاری ایتالیک است (راهنما)) نامیدند. در پایان سال ۱۹۴۱ و ابتدای سال ۱۹۴۲، هزاران زن، کودک و خردسال یهودی به همراه ۵۰۰ مرد یهودی و ۲۹۲ زن و کودک کولی که بیشتر آنها از اهالی نیش، اسمدرفو و شاباتس بودند به اردوگاه آورده شدند. زنان و کودکان در پادگان‌های موقت قرار گرفتند و دچار چندین همه‌گیری آنفلوانزا شدند. زندانیان در شرایط نامطلوب نگهداری می‌شدند، غذای ناکافی برای آن‌ها فراهم می‌شد و بسیاری از آنها در زمستان ۱۹۴۱–۴۲ از سرما یخ زدند. میان ماه‌های مارس و مه ۱۹۴۲، آلمانی‌ها با وانت گازی که از برلین فرستاده شده بود، هزاران زندانی یهودی را کشتند.
با پایان کشتار با گاز، مجموعه به اردوگاه کار اجباری زمون (به آلمانی: Anhaltelager Semlin) تغییر نام داده شد و برای نگهداری آخرین گروه از یهودیانی که در سپتامبر ۱۹۴۳ با تسلیم ایتالیا دستگیر شده بودند، استفاده شد. در طی این دوره، سایمیشته برای نگهداری پارتیزان‌های یوگسلاوی، چتنیک‌ها، هواداران جنبش‌های مقاومت یونان و آلبانیایی و دهقانان صرب از روستاهای دیگر مناطق دولت مستقل کرواسی مورد بهره قرار می‌گرفت. حدود ۳۲٬۰۰۰ زندانی، بیشتر صرب، از اردوگاه گذر کردند که ۱۰٬۶۰۰ تن از آن‌ها یا کشته شدند یا به دلیل گرسنگی و بیماری درگذشتند. شرایط درون سایمیشته چنان نامناسب بود که برخی به مقایسه آن با یاسنواتس و دیگر اردوگاه‌های بزرگ کار اجباری در سراسر اروپا پرداخته‌اند. در سال ۱۹۴۳ و ۱۹۴۴، شواهد جنایات انجام شده در اردوگاه توسط واحدهای اس‌اس-اشتاندارتنفورر پاول بلوبل تخریب شد و هزاران جسد از گورهای دسته جمعی بیرون کشیده و سوزانده شد. در ماه مه ۱۹۴۴، آلمانی‌ها کنترل اردوگاه را به NDH منتقل کردند و در ژوئیه همان سال اردوگاه تعطیل شد. برآورد تعداد مرگ و میرها در سایمیشته از ۲۰٬۰۰۰ تا ۲۳٬۰۰۰ تن متغیر است، و تعداد کشته‌شدگان یهودی از ۷٬۰۰۰ تا ۱۰٬۰۰۰ تن تخمین زده می‌شود. تصور می‌شود که نیمی از یهودیان صربستان در این اردوگاه از میان رفته باشند.
بیشتر آلمانی‌های مسئول در این اردوگاه دستگیر و به محاکمه کشانده شدند. چند نفر به جمهوری سوسیالیستی یوگسلاوی استرداد و سپس اعدام شدند. فرمانده قرارگاه هربرت آندورفر و معاون وی ادگار اِنگه در دهه ۱۹۶۰ پس از سال‌ها پنهان شدن دستگیر شدند. به هر دو نفر به ترتیب در آلمان غربی و اتریش حکم زندان کوتاه‌مدت داده شد، اگرچه آنگه با توجه به پیری و مشکلات سلامتی هرگز زندانی نشد.

## تاریخچه

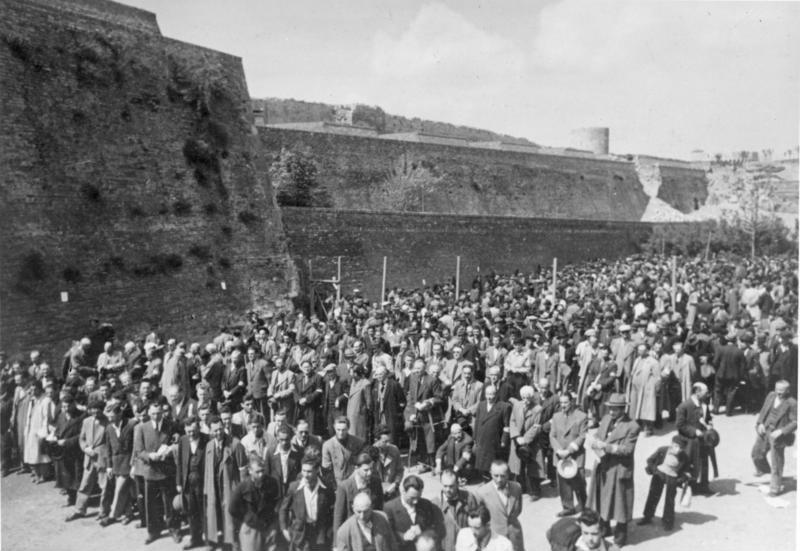
یهودیان پس از اشغال یوگسلاوی توسط نیروهای محور به صف کشیده می‌شوند.

در پاییز سال ۱۹۴۱، ترنر دستور داد همه زنان و کودکان یهودی در صربستان در یک اردوگاه گرد آورده شوند. در ابتدا آلمانی‌ها ایجاد یک گتو برای یهودیان را در محله کولی‌های بلگراد در نظر داشتند، اما این ایده به دلیل آنکه منطقه «بیش از حد کثیف و غیر بهداشتی» بود به سرعت نادیده گرفته شد. هنگامی که چندین طرح دیگر برای به خدمت گرفتن جمعیت یهودی و کولی بلگراد با شکست روبرو شدند، اردوگاهی برای کار اجباری در شبه‌جزیره‌ای احاطه شده از سه طرف توسط رود ساوا پایه‌گذاری شد، که به میدان ترازییه مرکزی بلگراد دید کامل داشت. قرارگاه به گونه‌ای قرار گرفته بود که فرار را تقریباً غیرممکن می‌کرد. این مکان در نزدیکی مراکز اداری و پلیس و همچنین ایستگاه راه‌آهن مرکزی بلگراد واقع شده بود و امکان حمل و نقل مؤثر یهودیان به اردوگاه را از بسیاری از شهرهای منطقه فراهم می‌کرد. هدف آن بازداشت زنان و کودکان یهودی بود که به ادعای آلمانی‌ها «امنیت عمومی» و ورماخت را «به خطر می‌انداختند».
آلمانی‌ها سایمیشته را «اردوگاه یهودیان در زمون» (به آلمانی: Judenlager Semlin) نامیدند. این اردوگاه برای نگهداری ۵۰۰٬۰۰۰ تن از اسیران مناطق شورشی در سراسر یوگسلاوی اشغالی در نظر گرفته شده بود. نام «Semlin» از واژه آلمانی برای شهر مرزی سابق اتریش-مجارستان، زِمون، که محل استقرار اردوگاه بود، گرفته شده بود. با وجود قرار داشتن در قلمرو NDH، اردوگاه توسط دستگاه پلیس ارتش آلمان در صربستان اشغالی کنترل می‌شد. مقامات NDH با تأسیس آن مخالفت نکردند و به آلمانی‌ها گفتند که به شرط آنکه نگهبانان آن آلمانی، و نه صرب، باشند، اردوگاه می‌تواند در خاک NDH مستقر شود. اندکی پس از تأسیس اردوگاه، اس‌اس-شارفورر ارگار اِنگه از گشتاپو بلگراد فرمانده آن شد. در ابتدا، در اردوگاه‌ها حدود ۵۰۰ زندانی مرد یهودی نگهداری می‌شدند که وظیفه به اصطلاح «خودمدیریتی» اردوگاه را به عهده داشتند و به کار پخش غذا، تقسیم کار و سازماندهی یک نیروی نگهبان یهودی برای گشت‌زنی در امتداد اردوگاه می‌پرداختند. اما بیرون اردوگاه به صورت چرخشی توسط بیست و پنج تن از اعضای گردان ۶۴ ذخیره پلیس محافظت می‌شد. تا ماه اکتبر، همه زندانیان مرد یهودی و بیشتر زندانیان مرد کولی کشته شدند. بیشتر آنها در چهار موج اصلی اعدام شدند، اما قتل‌های پی‌درپی در اواسط سپتامبر و میان ۹ تا ۱۱ اکتبر نیز رخ دادند. هر بار، به زندانیان گفته می‌شد که آنها را به اردوگاهی در اتریش با شرایط کار بهتر منتقل می‌کنند اما در عوض آنها را به یابوکا در بانات یا یک محل تیراندازی در حومه بلگراد می‌بردند، و در آنجا ایشان را می‌کشتند. سایمیشته رسماً در مقیاس گسترده‌تری در ۲۸ اکتبر ۱۹۴۱ افتتاح شد. واپسین زندانی از میان زندانیان اولیه مرد یهودی در ۱۱ نوامبر کشته شد.

### اردوگاه یهودیان سملین

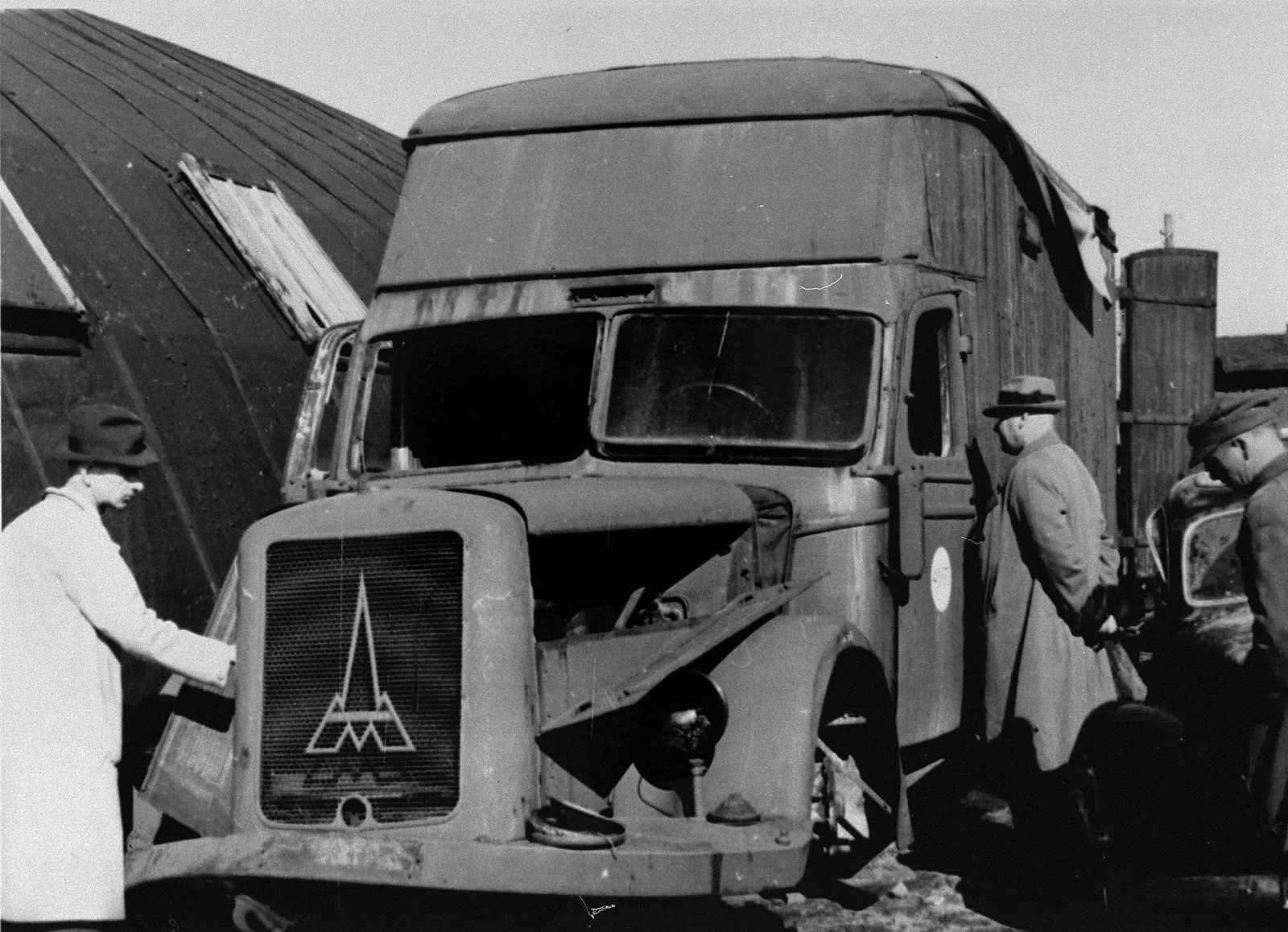
وانت گازی مشابه آنچه در سایمیشته به کار گرفته شد.

در پایان ۱۹۴۱ و آغاز ۱۹۴۲، حدود ۷۰۰۰ زن، کودک و کهنسال یهودی به همراه ۵۰۰ مرد یهودی و ۲۹۲ زن و کودک کولی دیگر به اردوگاه آورده شدند. بیشتر این افراد از اهالی شهرهای دور از کشور صربستان، در درجه نخست نیش، اسمدرفو و شاباتس بودند. زنان و کودکان را در ساختمانی موقت که به سختی گرمشان می‌کرد، قرار دادند که شیشه‌های آن به دلیل بمباران آلمان در هنگام حمله به یوگسلاوی، خرد شده بودند. بزرگترین این ساختمان‌ها، که در آغاز به عنوان غرفه‌های پارک نمایشی-تفریحی ساخته شده بودند، ۵۰۰۰ زندانی را در خود جای داده بود. زندانیان از چندین همه‌گیری آنفلوانزا رنج بردند، روی کاه مرطوب یا تخته‌های چوبی می‌خوابیدند و مقدار ناکافی غذا در اختیار آنها قرار می‌گرفت. گرسنگی فراگیر بود و درخواست زندانیان یهودی از مقامات صربستان برای تهیه غذای بیشتر ناموفق بود. در نتیجه، تعداد زیادی از بازداشت‌شدگان، به ویژه کودکان، در اواخر سال ۱۹۴۱ و اوایل سال ۱۹۴۲ درگذشتند، و بسیاری نیز در یکی از سردترین زمستان‌های ثبت شده در حال یخ زدن بودند. زندانیان کولی در شرایط بسیار بدتری نسبت به زندانیان یهودی نگهداری می‌شدند. آن‌ها همچنین روی کاه در سالنی بودن گرمایش می‌خوابیدند، اما از زندانیان غیر کولی جدا نگه داشته می‌شدند. اکثر زندانیان کولی پس از شش هفته بازداشت آزاد شدند. بیشتر زندانیان یهودی در بازداشت باقی ماندند، به استثنای ده زن یهودی که با مردان مسیحی ازدواج کرده بودند.
در ژانویه ۱۹۴۲، اس‌اس-اونتراشتورمفورر هربرت آندورفر به جای اِنگهٔ کم‌تجربه به عنوان فرمانده قرارگاه گماشته شد. پس از آن آنگه به عنوان معاون آندورفر گماشته شد. در آن ماه، مقامات نظامی آلمان خواستار پاکسازی اردوگاه از یهودیان شدند تا تعداد بیشتری از اسیرانی را که در جنگ با پارتیزان‌ها اسیر شده بودند، در اردوگاه جای داده شوند. تا ماه فوریه، اردوگاه حدود ۶۵۰۰ زندانی داشت که ده درصد آنها کولی بودند. در اوایل مارس، به آندورفر اطلاع داده شد که یک وانت گاز از برلین به اردوگاه فرستاده شده‌است. وانت سوئر (Sauer) به درخواست رئیس اداره ارتش آلمان در صربستان، هارالد ترنر تحویل داده شده بود. آندورفر که به دلیل داشتن نقشی اساسی که قرار بود در قتل زندانیان یهودی داشه باشد، و از آنجا که با برخی از آنها روابط خوبی برقرار کرده بود، دچار احساس گناه شد و درخواست انتقال داد؛ اما درخواست او رد شد. وی برای اطمینان از سرعت و کارایی گازگرفتگی، اعلامیه‌هایی را ارائه داد تا زندانیان را متقاعد کند که به اردوگاهی با تجهیزات بهتر منتقل می‌شوند. وی تا آنجا پیش رفت که مقررات ساختگی اردوگاه جدید را منتشر کرد و اعلام کرد که زندانیان اجازه دارند چمدان‌های خود را با خود به آنجا ببرند. بسیاری از بازداشت‌شدگان به امید فرار از شرایط وحشتناک زندگی در اردوگاه برای انتقال احتمالی نام‌نویسی کردند. زندانیانی که در عصر روز پیش از آن داوطلبانه نام‌نویسی کرده بودند، در روز موعود در گروه‌های ۵۰ تا ۸۰ نفره به درون وانت برده می‌شدند. رانندگان وانت ، اس‌اس-شارفورر مایر و گوتز، برای جلب همکاری کودکان، میانشان آب نبات پخش می‌کردند. پس از آن، درهای وانت بسته می‌شد. سپس وانت پیش از عبور از مرز صربستان تحت اشغال آلمان به دنبال اتومبیل کوچکی که توسط آندورفر و آنگه رانده می‌شد، حرکت می‌کرد. در اینجا بود که یکی از رانندگان از وانت خارج می‌شد، به زیر آن می‌خزید، اگزوز آن را به درون محفظه خودرو هدایت می‌کرد و زندانیان را با گاز کربن مونوکسید می‌کشت. سپس وانت به محل تیراندازی نزدیک آوالا منتقل می‌شد، و در آنجا اجساد به درون گورهای دسته‌جمعی که به تازگی توسط زندانیان صرب و کولی حفر شده بودند، ریخته می‌شدند. چنین گازگرفتگی‌هایی عادی شده و وانت گاز همه روزه به جز یکشنبه‌ها سر می‌رسید. شایعات در مورد گازگرفتگی‌ها به سرعت پخش شدند و اخباری به نیروهای آلمانی مستقر در بلگراد و حتی برخی صرب‌ها رسید. در نتیجه، صرب‌هایی که در معرض این شایعات قرار گرفته بودند به وانت گاز لقب «قاتل روح» (به صربی: dušegupka) دادند. باور بر این است که این گازگرفتگی‌ها جان حدود ۸۰۰۰ زندانی را، اغلب زن و کودک، گرفته‌اند. هفت زندانی صرب که در تخلیه زندانیان کشته‌شده از درون وانت شرکت داشتند، پس از توقف گازگرفتگی با گلوله کشته شدند، اما گورکنی صرب با نام ولادیمیر میلوتینوویچ زنده ماند. به گفته وی: «هشتاد و یک یا هشتاد و دو خندق آماده شدند و من به کندن همه آنها کمک کردم. [...] کمینه ۱۰۰ نفر [در هر خندق جا می‌شدند] [...] این خندق‌ها تنها برای افراد خفه شده در درون کامیون بودند. ما مجموعه خندق‌های دیگری را برای کسانی که تیرباران می‌شدند حفر کردیم.»
پس از توقف گازگرفتگی، تعداد کمی از زندانیان، اغلب زنان غیر یهودی که با یهودیان ازدواج کرده بودند، در اردوگاه باقی ماندند. آنها پس از سوگند رازداری خوردن، چند روز بعد آزاد شدند. به غیر از زندانیان سایمیشته، ۵۰۰ بیمار و کارکنان بیمارستان یهودیان بلگراد و همچنین زندانیان یهودی از اردوگاه کار اجباری بانییتسا نیز در این وانت گاز کشته شدند. آخرین زندانی یهودی سایمیشته در ۸ مه ۱۹۴۲ کشته شد و وانت گاز مورد استفاده در اردوگاه در ۹ ژوئن ۱۹۴۲ به برلین بازگردانده شد. در برلین، وانت ارتقا فنی یافت و سپس به بلاروس منتقل شد و در آنجا برای کشتار یهودیان در مینسک مورد استفاده قرار گرفت. آندورفر و آنگه اندکی پس از آنکه منجر به نابودی زندانیان یهودی در سایمیشته شدند، نقش‌های متفاوتی در پلیس امنیت را به عهده گرفتند. اندورفر بعدها به دلیل نقشش در گرداندن اردوگاه نشان صلیب آهنین را دریافت کرد و ترفیع گرفت.

### اردوگاه کار اجباری سملین
با از میان رفتن زندانیان اصلی یهودی، این اردوگاه به اردوگاه کار اجباری سملین (به آلمانی: Anhaltelager Semlin) تغییر نام داد و برای نگهداری آخرین گروه از یهودیانی که در سپتامبر ۱۹۴۳ با تسلیم ایتالیا دستگیر شدند، مورد استفاده قرار گرفت. اردوگاه همچنین برای نگهداری، چتنیک‌ها، هواداران جنبش‌های مقاومت یونان و آلبانیایی و نیز دهقانان صرب از روستاهای مناطق تحت کنترل اوستاشه که پیشتر در اردوگاه کار اجباری یاسنواتس نگهداری می‌شدند، استفاده می‌شد. شرایط اردوگاه به حدی وخیم بود که برخی آن را با یاسنواتس و سایر اردوگاه‌های بزرگ کار در سراسر اروپا مقایسه کرده‌اند. این اردوگاه به عنوان محل اصلی انتقال زندانیان و بازداشت‌شدگان یوگسلاوی در مسیر حرکت به محل‌های کار اجباری و اردوگاه‌های کاری در آلمان تبدیل شد. در این مدت حدود ۳۲۰۰۰ زندانی عمدتاً صرب از سایمیشته گذر کردند که ۱۰ هزار و ۶۰۰ تن از آن‌ها کشته شده یا به دلیل گرسنگی و بیماری مردند.
از آنجا که می‌شد محل اردوگاه‌ها را به راحتی از آن سوی رود ساوا مشاهده کرد، در اواخر سال ۱۹۴۳، سفیر جدید آلمان در صربستان پیشنهاد کرد که اردوگاه به عمق بیشتری درون قلمرو NDH منتقل شود، زیرا که «[ادامه حیات] آن جلوی چشم مردم بلگراد با نظر به احساسات عمومی از نظر سیاسی تحمل‌پذیر نبود.» مقامات آلمان درخواست‌های وی را نادیده گرفتند. در پایان سال ۱۹۴۳، آلمانی‌ها تلاش کردند تا با سوزاندن مدارک، اجساد و از میان بردن سایر شواهد، تمام آثار جنایات انجام شده در اردوگاه را پاک کنند. این وظیفه توسط اس‌اس-اشتانداردفورر پاول بلوبل انجام شد، که در نوامبر ۱۹۴۳ وارد بلگراد شد. پس از ورود، او به رئیس گشتاپو محلی، اس‌اس-اشتورمبانفورر برونو ساتلر، دستور داد تا گروهی ویژه مسئول نبش قبر و سوزاندن اجساد تشکیل دهد. این گروه توسط ستوان اریش گرونوالد هدایت می‌شد و متشکل از ده پلیس امنیتی و ۴۸ پلیس نظامی بود. گردان‌های حفار از ۱۰۰ زندانی صرب و یهودی تشکیل شده بودند. نبش قبرها از دسامبر ۱۹۴۳ تا آوریل ۱۹۴۴ روی دادند و هزاران جسد سوزانده شدند. همه زندانیانی که در هنگام نبش قبرها حضور داشتند، تیرباران شدند، به جز سه صرب که موفق به فرار شدند. هواپیماهای متفقین در ۱۷ آوریل ۱۹۴۴ سایمیشته را بمباران کردند و حدود ۱۰۰ زندانی را کشتند و خسارات زیادی به خود اردوگاه وارد کردند. در ۱۷ مه ۱۹۴۴، آلمانی‌ها کنترل اردوگاه را به NDH منتقل کردند. اردوگاه در ژوئیه تعطیل شد.

## میراث
پس از جنگ، دولت جدید کمونیستی یوگسلاوی اعلام کرد که از سال ۱۹۴۱ تا ۱۹۴۴، حدود ۱۰۰٬۰۰۰ تن از سایمیشته گذر کرده‌اند که نیمی از آنها کشته شده‌اند. کمیسیون جنایات جنگی دولت یوگسلاوی بعدها تخمین زد که ممکن است حدود ۴۰٬۰۰۰ تن، از جمله ۷٬۰۰۰ یهودی، در اردوگاه کشته شده باشند . بنا بر کمیته هلسینکی برای حقوق بشر در صربستان، کمونیست‌ها برای مقاصد سیاسی در تعداد کشته‌شدگان اغراق می‌کردند و تعداد واقعی زندانیان حدود ۵۰٬۰۰۰ تن بوده که ۲۰ هزار تن از ایشان کشته شده‌اند. تخمین زده می‌شود که نیمی از یهودیان صرب در اردوگاه از میان رفته باشند. یادمان استارو سایمیشته تخمینی ۲۳٬۰۰۰ نفره از کشته‌شدگان ذکر می‌کند، که ۱۰٬۰۰۰ نفر از ایشان یهودی بودند.
بیشتر کسانی که در عملیات اردوگاه شرکت داشتند دستگیر و به محاکمه کشانده شدند. پس از جنگ، بسیاری از مقامات برجسته آلمان از جمله ترنر، فوخس و مایزنر توسط متفقین به جمهوری سوسیالیستی یوگسلاوی استرداد و بعدها در آنجا اعدام شدند. آندورفر با کمک کلیسای کاتولیک روم به ونزوئلا فرار کرد. وی در دهه ۱۹۶۰ به اتریش بازگشت، و بعدها به اتهام جزیی همدستی در قتل، دستگیر و محاکمه، و به ۲ سال زندان محکوم شد. معاون وی، آنگه، در دهه ۱۹۶۰ دستگیر و به ۱ سال زندان محکوم شد. وی توانست به دلیل کهولت سن و عدم سلامتی از اجرای حکم خود سر باز زند. محافظانی که مظنون به اعدام زندانیان بودند هرگز محاکمه نشدند، اگرچه آنها در چندین دادگاه در آلمان غربی به عنوان شاهد عینی شهادت دادند.
سایمیشته تا سال ۱۹۴۸ رها شده ماند، تا اینکه در هنگام ساخت بلگراد نو به ستاد کارگران جوان تبدیل شد.
لیلیانا بلاگویِویچ، استاد و معمار، بر این باور است که «استارو سایمیشته شهرکی برای گردآوردن یهودیان در عین چشم‌دوزی به راه حل نهایی بود». یووانا کریستیچ، معمار، می‌گوید که استارو سایمیشته پدیده ای منحصر به فرد در جهان است از این روی که هیچ شهر دیگری بر روی زمین پیشرفت و پسرفت را تا این حد دردناک در کنار هم تجربه نکرده‌است. او سایمیشته را با اصطلاح «مکان یادآوری» (به فرانسوی: lieux de memoire) شناسایی می‌کند که در آن حافظه جمعی حتی پس از تغییر شکل مکان برقرار می‌ماند. به گفته داوید آلباخاری، نویسنده صرب، «سایمیشته مکانی است که به سادگی صرفاً به خاطر غیرانسانی بودنش [انسان را] تحقیر نمی‌کند، بلکه همچنین به واسطه اینکه درست در دید مردمان بلگراد قرار داشت، شهری که با سکوت به آنچه در آن سوی رودخانه می‌گذشت، می‌نگریست.»

### ژورنال‌ها
- Vasiljević, Branka (22 November 2018). "Diani Budisavljević spomenik na Savskom keju" [Monument to Diana Budisavljević on the Sava quay]. Politika (به صربی). Belgrade.
- Mučibabić, Daliborka; Vuković, Ana (13 April 2019). "Da li je obdaništu mesto u bivšem logoru smrti" [Is the former death camp a place for kindergarten]. Politika (به صربی). Belgrade. p. 1 & 13.
- Mučibabić, Daliborka (13 June 2010). "Oronuli svedok stvaranja i stradanja" [Desolate witness of both the creation and the ordeal]. Politika (به صربی). Belgrade.
- Krstić, Jovanka (22 September 2018). "Спомен, омен или Голем" [Memorial, omen or Golem]. Politika-Kulturni dodatak, year LXII, No. 24 (به صربی). Belgrade. p. 5.
- Aleksić, Dejan (27 November 2019). "Novi spomenici od Savskog keja do Taša" [New monuments from Sava Quay to Taš]. Politika (به صربی). Belgrade.
- Čekerevac, Mirjana (25 February 2020). "Усвојен Закон о центру "Старо сајмиште"" [Law on the "Staro Sajmište" Center adopted]. Politika (به صربی). Belgrade.
- Vučković, Nenead (16 June 2020). "Kapija logora Staro Sajmište" [Gate of the Staro Sajmište camp]. Politika (به صربی). Belgrade.